# Hökfibblesläktet
Hökfibblor (Hieracium) är ett släkte av blommande växter i familjen korgblommiga växter (Asteraceae), nära besläktade med maskrosor (Taraxacum), cikoria (Cichorium), taggsallat (Lactuca) och åkermolke (Sonchus), som alla ingår i tribus Cichorieae. Släktet Hieracium är känt för sin taxonomiska komplexitet och har över 10 000 beskrivna arter och underarter. En del botanister grupperar dessa i cirka 800 erkända arter, medan andra erkänner flera tusen arter beroende på hur de ser på släktets taxonomi.

## Beskrivning
Hökfibblor är fleråriga örter med fiberrika rötter som växer från ett förlängt eller mycket kort rhizom (eller bara en krona). De innehåller en vit mjölksaft. Bladen är alternata eller alla basala och kan vara hela eller mer eller mindre tandade. Blommorna är tunglika (ligulate) och perfekta, oftast gula men ibland orange eller röda. Blomkorgarna har ett cylindriskt till hemisfäriskt involukrum med ± överliggande holkfjäll. Fröna (achenes) är teretiska eller prismatiska, mestadels avsmalnande nedtill och trubbiga eller ibland avsmalnande upptill, och ofta starkt ribbade. Pappusen består av många vitaktiga till brunaktiga hårstrån.

## Taxonomisk komplexitet
De flesta arter inom släktet Hieracium reproducerar sig asexuellt genom apomixis eller agamospermi, vilket innebär att de producerar frön som är genetiskt identiska med moderplantan. Detta har lett till bildandet av kloner eller populationer av genetiskt identiska växter, vilket i sin tur har orsakat taxonomisk osäkerhet. Botanister i Storbritannien, Skandinavien och Ryssland tenderar att erkänna dessa kloner som separata arter, medan botanister i Central- och Östeuropa samt USA ofta föredrar att gruppera dem i färre, mer brett definierade arter.
Det som tidigare betraktades som ett enda släkte, Hieracium, behandlas numera ofta som två olika släkten: Hieracium och Pilosella. Arter som Hieracium pilosella, Hieracium floribundum och Hieracium aurantiacum klassificeras numera som tillhörande släktet Pilosella. Skillnaden mellan dessa två släkten ligger bland annat i deras reproduktionssätt och bladens struktur. Medan Pilosella-arter kan föröka sig både genom revor (stoloner) och frön, producerar Hieracium-arter endast frön. Dessutom har alla Pilosella-arter blad med hela kanter, medan de flesta Hieracium-arter har tydligt tandade eller djupt flikiga blad.

## Utbredning och ekologi
Hökfibblor är utbredda i tempererade och ibland bergiga tropiska regioner. De förekommer i ett brett spektrum av livsmiljöer, inklusive torra vägkanter och öppna ängar, där de ofta kännetecknas av sina små, färgglada blommor.

## Arter och hybrider
nom Hieracium finns både polyploida-apomiktiska komplex utan tydliga artgränser och diploida arter som kan bilda hybrider. De polyploida-arterna är vanliga i tempererade regioner, medan de diploida arterna, som också kan producera hybrider, förekommer i andra miljöer.

## Dottertaxa till Hökfibblor, i alfabetisk ordning[2]
- Hieracium abruptorum
- Hieracium abscissum
- Hieracium acalephoides
- Hieracium acamptum
- Hieracium acanthodontoides
- Hieracium acelidodes
- Hieracium achalense
- Hieracium acidodontum
- Hieracium acidolepis
- Hieracium acidophorum
- Hieracium acidophyllum
- Hieracium acidotoides
- Hieracium acidotum
- Hieracium acinacifolium
- Hieracium acrogymnon
- Hieracium acroleucoides
- Hieracium acroleucum
- Hieracium acroscepes
- Hieracium acroxanthum
- Hieracium acuminatifolium
- Hieracium adakense
- Hieracium adelum
- Hieracium adenocephalum
- Hieracium adenoceps
- Hieracium adenocomum
- Hieracium adenodermum
- Hieracium adenodontum
- Hieracium adenophorum
- Hieracium adenophyton
- Hieracium adenozum
- Hieracium adjarianum
- Hieracium adlerzii
- Hieracium adspersum
- Hieracium adunantidens
- Hieracium aeolocephalum
- Hieracium aepymetes
- Hieracium aequalifolium
- Hieracium aequilibratum
- Hieracium aequiserratum
- Hieracium aestivum
- Hieracium agastophyes
- Hieracium aggregatifoliium
- Hieracium aggregatum
- Hieracium agronesaeum
- Hieracium aguilari
- Hieracium aguilarii
- Hieracium aguilellae
- Hieracium akjaurense
- Hieracium alatavicum
- Hieracium alatipes
- Hieracium alatum
- Hieracium albanicum
- Hieracium alberti
- Hieracium albidulum
- Hieracium albiflorum
- Hieracium albipedunculatum
- Hieracium albocostatum
- Hieracium alejandrei
- Hieracium alfitodes
- Hieracium alleghaniense
- Hieracium alphostictum
- Hieracium alpinum
- Hieracium altaicum
- Hieracium altipes
- Hieracium altipetens
- Hieracium altum
- Hieracium amaurostictum
- Hieracium ambiguum
- Hieracium amblylobum
- Hieracium amnicola
- Hieracium amoenanthes
- Hieracium amoenoarduum
- Hieracium amphichnoum
- Hieracium amphileion
- Hieracium amphisericophorum
- Hieracium amplexicaule
- Hieracium ampliatiforme
- Hieracium ampliatum
- Hieracium amplificatum
- Hieracium amydrostictum
- Hieracium ancarense
- Hieracium ancevii
- Hieracium ancotum
- Hieracium andrasovszkyi
- Hieracium andreanszkyanum
- Hieracium andurense
- Hieracium anelctum
- Hieracium anfractifolium
- Hieracium anfractiforme
- Hieracium anglicum
- Hieracium anglorum
- Hieracium anguinum
- Hieracium angustatiforme
- Hieracium angustatum
- Hieracium angusticranum
- Hieracium angustiforme
- Hieracium angustifrons
- Hieracium angustilobatum
- Hieracium angustisquamatum
- Hieracium angustisquamum
- Hieracium angustum
- Hieracium annae-toutoniae
- Hieracium anochnoum
- Hieracium anomodon
- Hieracium antarcticum
- Hieracium antecursorum
- Hieracium antennarioidiforme
- Hieracium antholzense
- Hieracium apachyglossum
- Hieracium aphanum
- Hieracium apheles
- Hieracium aphyllocaule
- Hieracium aphyllopodioides
- Hieracium aphyllum
- Hieracium apicicomum
- Hieracium apicifolium
- Hieracium apiculatidens
- Hieracium apiculatum
- Hieracium apoloense
- Hieracium apricorum
- Hieracium aquiliforme
- Hieracium aquitectum
- Hieracium araeopum
- Hieracium aragonense
- Hieracium arctocerinthe
- Hieracium arctogeton
- Hieracium arctomurmanicum
- Hieracium arcuatidens
- Hieracium ardissonei
- Hieracium arevacorum
- Hieracium argaeolum
- Hieracium argentarium
- Hieracium argentatum
- Hieracium argenteum
- Hieracium argentiforme
- Hieracium argillaceoides
- Hieracium argospathum
- Hieracium argothrix
- Hieracium argozum
- Hieracium argutifolium
- Hieracium argutum
- Hieracium argyreum
- Hieracium aristidens
- Hieracium arlbergense
- Hieracium armadalense
- Hieracium armeniacum
- Hieracium armerioides
- Hieracium arnarfellense
- Hieracium arnedianum
- Hieracium arolae
- Hieracium arpadianum
- Hieracium arranense
- Hieracium arrectipes
- Hieracium arrectum
- Hieracium arrostocephalum
- Hieracium arvonense
- Hieracium ascendentidens
- Hieracium asenovgradense
- Hieracium asiaticum
- Hieracium askii
- Hieracium asperrimum
- Hieracium asperulum
- Hieracium asplundii
- Hieracium asteridiophyllum
- Hieracium astibes
- Hieracium astroadenium
- Hieracium asymmetricum
- Hieracium atalum
- Hieracium atelodon
- Hieracium aterrimum
- Hieracium atramentarium
- Hieracium atratiforme
- Hieracium atratulum
- Hieracium atratum
- Hieracium atrellum
- Hieracium atriceps
- Hieracium atrichocephalum
- Hieracium atricholepium
- Hieracium atricollum
- Hieracium atriglandulosum
- Hieracium atriplicifolium
- Hieracium atrocephalum
- Hieracium atropictum
- Hieracium attenuatifolium
- Hieracium attractum
- Hieracium auratiflorum
- Hieracium aureiceps
- Hieracium aurense
- Hieracium auricula
- Hieracium auriculiforme
- Hieracium australe
- Hieracium australius
- Hieracium austroslavicum
- Hieracium austurgilense
- Hieracium avellense
- Hieracium avilae
- Hieracium axaticum
- Hieracium axillifrons
- Hieracium aymericianum
- Hieracium azerbaijanense
- Hieracium babcockii
- Hieracium backhousei
- Hieracium baenitzianum
- Hieracium bakerianum
- Hieracium bakurianense
- Hieracium balbisianum
- Hieracium barbelliceps
- Hieracium barbulare
- Hieracium barbulatulum
- Hieracium barbulatum
- Hieracium barduliense
- Hieracium basalticola
- Hieracium basicrinum
- Hieracium basifloccum
- Hieracium basilare
- Hieracium basipinnatum
- Hieracium bastrerianum
- Hieracium bathycephalum
- Hieracium bauhini
- Hieracium beamanii
- Hieracium beckianum
- Hieracium beebyanum
- Hieracium belogradcense
- Hieracium belonodontum
- Hieracium bembicophorum
- Hieracium benzianum
- Hieracium berganum
- Hieracium bernardi
- Hieracium bernardii
- Hieracium bertisceum
- Hieracium beschtaviciforme
- Hieracium beschtavicum
- Hieracium bettyhillense
- Hieracium beyeri
- Hieracium bichloricolor
- Hieracium bicknellianum
- Hieracium bicolor
- Hieracium bifidum
- Hieracium bifurcatum
- Hieracium bifurcum
- Hieracium bimanum
- Hieracium bipediforme
- Hieracium bjeluschae
- Hieracium blancii
- Hieracium bocconei
- Hieracium bohatschianum
- Hieracium boixarense
- Hieracium bolanderi
- Hieracium boliviense
- Hieracium bombycinum
- Hieracium boreale
- Hieracium borealiforme
- Hieracium boreoanglicum
- Hieracium boreoapenninum
- Hieracium bornetii
- Hieracium borragineum
- Hieracium borreri
- Hieracium borsanum
- Hieracium borshomiense
- Hieracium borzae
- Hieracium bosniacum
- Hieracium boswellii
- Hieracium botniense
- Hieracium botrychodes
- Hieracium bourgaei
- Hieracium bracchiata
- Hieracium brachypodarium
- Hieracium bracteolatum
- Hieracium braunianum
- Hieracium breacense
- Hieracium breadalbanense
- Hieracium breazense
- Hieracium breconense
- Hieracium breconicola
- Hieracium breve
- Hieracium brevifolium
- Hieracium brevilanosum
- Hieracium brevipilum
- Hieracium brigantum
- Hieracium britanniciforme
- Hieracium britannicoides
- Hieracium britannicum
- Hieracium briziflorum
- Hieracium brotheri
- Hieracium bucovinense
- Hieracium bucuranum
- Hieracium bupleurifolioides
- Hieracium bupleuroides
- Hieracium burkartii
- Hieracium burnatii
- Hieracium burserianum
- Hieracium cabreranum
- Hieracium cacrayense
- Hieracium cacuminatum
- Hieracium cacuminum
- Hieracium caesariatellum
- Hieracium caesiifloroides
- Hieracium caesiogenum
- Hieracium caesioides
- Hieracium caesionigrescens
- Hieracium caesiopellitum
- Hieracium caesiopilosum
- Hieracium caesitiifolium
- Hieracium caesitium
- Hieracium caesium
- Hieracium caespiticola
- Hieracium cajanderi
- Hieracium calatharium
- Hieracium calcareum
- Hieracium calcaricola
- Hieracium calcogeton
- Hieracium caledonicum
- Hieracium calenduliflorum
- Hieracium callichlorum
- Hieracium callistophyllum
- Hieracium calocymum
- Hieracium calophyllomorphum
- Hieracium calophyllum
- Hieracium calvum
- Hieracium cambrico-gothicum
- Hieracium cambricum
- Hieracium camkorijense
- Hieracium camptopetalum
- Hieracium canadense
- Hieracium candelabrae
- Hieracium candidum
- Hieracium canescens
- Hieracium caniceps
- Hieracium canipes
- Hieracium canitiosum
- Hieracium cantalicum
- Hieracium cantianum
- Hieracium cardiobasis
- Hieracium cardiophyllum
- Hieracium carenorum
- Hieracium carinthiostiriacum
- Hieracium carneddorum
- Hieracium carneum
- Hieracium carolinianum
- Hieracium carpathicum
- Hieracium carpetanum
- Hieracium catamarcense
- Hieracium cataponum
- Hieracium catenatum
- Hieracium catoxylepis
- Hieracium caucasiense
- Hieracium caurii
- Hieracium cavallense
- Hieracium cavanillesianum
- Hieracium cavillieri
- Hieracium centripetale
- Hieracium cephalochnoum
- Hieracium cephalodes
- Hieracium ceramotum
- Hieracium cercidotelmatodes
- Hieracium cerdanum
- Hieracium cereolinum
- Hieracium cerinthiforme
- Hieracium cerinthoides
- Hieracium cernagorae
- Hieracium chaboissaei
- Hieracium chaboisseaui
- Hieracium chacoense
- Hieracium chaetolepis
- Hieracium chaetophyllum
- Hieracium chaetothyrsoides
- Hieracium chaetothyrsum
- Hieracium chaixianum
- Hieracium chalasinense
- Hieracium chalcidicum
- Hieracium chamaeadenium
- Hieracium chamaecephalum
- Hieracium chamaecerinthe
- Hieracium chamaeodon
- Hieracium chamar-dabanense
- Hieracium charactophyllum
- Hieracium charitodon
- Hieracium chasmataeum
- Hieracium cheirifolium
- Hieracium chibinense
- Hieracium chibinicola
- Hieracium chilense
- Hieracium chloranthum
- Hieracium chlorelliceps
- Hieracium chlorelloides
- Hieracium chlorellum
- Hieracium chlorifolium
- Hieracium chlorinum
- Hieracium chlorobracteum
- Hieracium chlorocephalum
- Hieracium chlorolepidotum
- Hieracium chlorolomiceps
- Hieracium chloromaurum
- Hieracium chloropannosum
- Hieracium chlorophilum
- Hieracium chlorophyton
- Hieracium chloropsis
- Hieracium chondrillaefolium
- Hieracium chondrillifolium
- Hieracium chordum
- Hieracium christianbernardii
- Hieracium christianense
- Hieracium chromolepium
- Hieracium chrysocladium
- Hieracium chrysolorum
- Hieracium chrysoprasium
- Hieracium chrysostyloides
- Hieracium chrysostylum
- Hieracium cienegae
- Hieracium ciliatiflorum
- Hieracium cillense
- Hieracium cincinnatum
- Hieracium cinderella
- Hieracium cinerellisquamum
- Hieracium circulare
- Hieracium cirritogenes
- Hieracium cirritum
- Hieracium cirrobractum
- Hieracium cirrostyliforme
- Hieracium cischibinense
- Hieracium cistiernense
- Hieracium cisuralense
- Hieracium ciuriwkae
- Hieracium cladiopogon
- Hieracium clivicola
- Hieracium clivorum
- Hieracium clomacotes
- Hieracium clovense
- Hieracium cochlearifolium
- Hieracium codesianum
- Hieracium coleoidiforme
- Hieracium colliniforme
- Hieracium coloratum
- Hieracium colorhizum
- Hieracium coloriscapum
- Hieracium comasinum
- Hieracium comatuloides
- Hieracium combense
- Hieracium commersonii
- Hieracium comosum
- Hieracium completum
- Hieracium compositum
- Hieracium concinnidens
- Hieracium condylodes
- Hieracium congenitum
- Hieracium congruens
- Hieracium coniciforme
- Hieracium coniops
- Hieracium conquense
- Hieracium conspurcans
- Hieracium constans
- Hieracium constringens
- Hieracium contaminatum
- Hieracium contii
- Hieracium cophomeles
- Hieracium corconticum
- Hieracium cordatum
- Hieracium cordifolium
- Hieracium cordigerum
- Hieracium cordobense
- Hieracium cornigerum
- Hieracium coronariaefolium
- Hieracium coronariifolium
- Hieracium coronarium
- Hieracium corrensii
- Hieracium corrosifolium
- Hieracium cottetii
- Hieracium crassiceps
- Hieracium crassifoliiforme
- Hieracium crassipedipilum
- Hieracium cravoniense
- Hieracium crebridens
- Hieracium crebridentiforme
- Hieracium crebriserratum
- Hieracium cremnaeiforme
- Hieracium cremnanthes
- Hieracium creperiforme
- Hieracium crepidioides
- Hieracium crepidispermum
- Hieracium cretatum
- Hieracium crinellum
- Hieracium criniceps
- Hieracium crinosum
- Hieracium crispulum
- Hieracium crocatum
- Hieracium cruciatum
- Hieracium cruentiferum
- Hieracium cryptadenum
- Hieracium cryptanthum
- Hieracium cryptocaesium
- Hieracium ctenodon
- Hieracium cubillanum
- Hieracium cumbriense
- Hieracium cuneifrons
- Hieracium curtispicans
- Hieracium curvatum
- Hieracium cuspidelliforme
- Hieracium cuspidellum
- Hieracium cuspidens
- Hieracium cyathis
- Hieracium cyclicum
- Hieracium cydoniifolium
- Hieracium cymbifolium
- Hieracium cymosum
- Hieracium czadanense
- Hieracium czaiense
- Hieracium czamyjashense
- Hieracium czeremoszense
- Hieracium czeschaense
- Hieracium czunense
- Hieracium dacicum
- Hieracium daedalolepioides
- Hieracium dagoense
- Hieracium dalense
- Hieracium danicum
- Hieracium dasychaetocomum
- Hieracium dasycraspedum
- Hieracium dasythrix
- Hieracium dasytrichum
- Hieracium davidsonii
- Hieracium deargicola
- Hieracium debile
- Hieracium decipientiforme
- Hieracium declivium
- Hieracium decolor
- Hieracium decurrens
- Hieracium dedovii
- Hieracium deganwyense
- Hieracium demetrii
- Hieracium demissum
- Hieracium dentatum
- Hieracium dentex
- Hieracium denticulatum
- Hieracium dentulum
- Hieracium depilatum
- Hieracium derivatum
- Hieracium dermophyllum
- Hieracium dertosense
- Hieracium detruncatum
- Hieracium dewarii
- Hieracium devians
- Hieracium diacritum
- Hieracium diaphanoides
- Hieracium diaphanum
- Hieracium diapsarum
- Hieracium dicella
- Hieracium difficile
- Hieracium digeneum
- Hieracium dilectum
- Hieracium diminuens
- Hieracium dimoniei
- Hieracium dipteroides
- Hieracium dipterum
- Hieracium diremtum
- Hieracium discophyllum
- Hieracium disputabile
- Hieracium dissimile
- Hieracium dissotocoides
- Hieracium distendens
- Hieracium distractifolium
- Hieracium diversidens
- Hieracium djimilense
- Hieracium dobromilense
- Hieracium dolabratum
- Hieracium dolichaetum
- Hieracium dolichanthelum
- Hieracium dolichosphaericum
- Hieracium dolichotrichum
- Hieracium dollineri
- Hieracium doronicifolium
- Hieracium dowardense
- Hieracium dovrense
- Hieracium dragicola
- Hieracium drummondii
- Hieracium dshurdshurense
- Hieracium dubium
- Hieracium dublizkii
- Hieracium dubyanum
- Hieracium dunkelii
- Hieracium duplex
- Hieracium duriceps
- Hieracium duronense
- Hieracium durum
- Hieracium dysonymum
- Hieracium eboracense
- Hieracium ebudicum
- Hieracium ecuadoriense
- Hieracium edentulum
- Hieracium eichvaldii
- Hieracium einarssonii
- Hieracium einichense
- Hieracium elaeochlorum
- Hieracium elegans
- Hieracium elegantidens
- Hieracium elegantiforme
- Hieracium elevatum
- Hieracium elisaeanum
- Hieracium ellipsoideum
- Hieracium elongatifolium
- Hieracium emblae
- Hieracium eminentiforme
- Hieracium endaurovae
- Hieracium epinephum
- Hieracium episcotum
- Hieracium eremnocephalum
- Hieracium eriadenium
- Hieracium erianthum
- Hieracium ericeticola
- Hieracium erigescens
- Hieracium eriobasis
- Hieracium erioleucum
- Hieracium eriomallum
- Hieracium eriophorum
- Hieracium eriophyllum
- Hieracium eriopodioides
- Hieracium eriopogon
- Hieracium erosulum
- Hieracium erucophyllum
- Hieracium erysibodes
- Hieracium erythrocarpoides
- Hieracium erythropoecilum
- Hieracium erythropoides
- Hieracium erythrostictum
- Hieracium escalantiae
- Hieracium eucallum
- Hieracium eudaedalum
- Hieracium eueimon
- Hieracium euglaucum
- Hieracium eugraptum
- Hieracium euprosopum
- Hieracium eurofinmarkicum
- Hieracium eustales
- Hieracium eustictiforme
- Hieracium eustictum
- Hieracium eustomon
- Hieracium eversianum
- Hieracium eviridatum
- Hieracium exaltans
- Hieracium exaltatum
- Hieracium excellens
- Hieracium excubitum
- Hieracium exilicaule
- Hieracium eximium
- Hieracium expallidiforme
- Hieracium expallidum
- Hieracium expansiforme
- Hieracium exsiliusculum
- Hieracium extensum
- Hieracium extracticaule
- Hieracium fabregatii
- Hieracium faeroense
- Hieracium falcatum
- Hieracium falcidentatum
- Hieracium farinifloccusum
- Hieracium fariniramum
- Hieracium farrense
- Hieracium farumense
- Hieracium fasciculare
- Hieracium fassettii
- Hieracium fastuosum
- Hieracium faurelianum
- Hieracium favratii
- Hieracium fellmanii
- Hieracium fendleri
- Hieracium fennoorbicantiforme
- Hieracium ferrandezii
- Hieracium filarszkyi
- Hieracium filisquamum
- Hieracium fimbriatum
- Hieracium finmarkicum
- Hieracium fioniae
- Hieracium fissuricola
- Hieracium flagellare
- Hieracium flagelliferum
- Hieracium floccellum
- Hieracium floccidorsum
- Hieracium flocciferum
- Hieracium floccilepium
- Hieracium floccilimbatum
- Hieracium floccinops
- Hieracium flocciparum
- Hieracium flocculipubens
- Hieracium flocculosiforme
- Hieracium flocculosum
- Hieracium flomense
- Hieracium florentinum
- Hieracium foensianum
- Hieracium foliolatum
- Hieracium folioliferum
- Hieracium foliolosum
- Hieracium fominianum
- Hieracium fontanesianum
- Hieracium fourcadei
- Hieracium fratrum
- Hieracium fredesianum
- Hieracium frigidulans
- Hieracium fritschianum
- Hieracium fritzei
- Hieracium fritzeiforme
- Hieracium froelichianum
- Hieracium frondiferum
- Hieracium fucatifolium
- Hieracium fulcratum
- Hieracium fuliginosiforme
- Hieracium fuliginosum
- Hieracium fulvescens
- Hieracium fulvipes
- Hieracium fulvocaesium
- Hieracium furculatum
- Hieracium furfurosum
- Hieracium furvescens
- Hieracium fusciviride
- Hieracium fuscoarta
- Hieracium fuscocinereum
- Hieracium galbanum
- Hieracium galeroides
- Hieracium galesi
- Hieracium gaudryi
- Hieracium gavellei
- Hieracium geilingeri
- Hieracium gelertii
- Hieracium gemellum
- Hieracium geminatiforme
- Hieracium geminatum
- Hieracium geminum
- Hieracium georgieffii
- Hieracium giennense
- Hieracium gigantellum
- Hieracium giganteum
- Hieracium gigantocephalum
- Hieracium gigantum
- Hieracium gilense
- Hieracium gilliesianum
- Hieracium glabratum
- Hieracium glabriligulatum
- Hieracium glaciale
- Hieracium glanduliceps
- Hieracium glandulidens
- Hieracium glandulosodentatum
- Hieracium glaucelloides
- Hieracium glaucellum
- Hieracium glaucifolium
- Hieracium glaucinum
- Hieracium glaucocerinthe
- Hieracium glaucomorphum
- Hieracium glaucophylloides
- Hieracium glaucophyllum
- Hieracium glaucopsis
- Hieracium glaucovatum
- Hieracium glaucum
- Hieracium glehnii
- Hieracium glevense
- Hieracium globiceps
- Hieracium globosiflorum
- Hieracium glomerabile
- Hieracium gmelini
- Hieracium gnilagredae
- Hieracium gombense
- Hieracium gomezianum
- Hieracium goniophyllum
- Hieracium gorczakovskii
- Hieracium gorfenianum
- Hieracium goriense
- Hieracium gorodkovianum
- Hieracium gothicoides
- Hieracium gouanii
- Hieracium gracilentipes
- Hieracium gracilentum
- Hieracium gracilidens
- Hieracium gracilifolium
- Hieracium gracilifurcum
- Hieracium gracilipes
- Hieracium graciliusculum
- Hieracium graecum
- Hieracium graellsianum
- Hieracium grampianum
- Hieracium granatense
- Hieracium grandiceps
- Hieracium grandifoliatum
- Hieracium grandifolium
- Hieracium graniticola
- Hieracium granvicum
- Hieracium gratiosum
- Hieracium gratum
- Hieracium grecescui
- Hieracium greenei
- Hieracium gregorii-bakurianii
- Hieracium greuteri
- Hieracium griffithii
- Hieracium groentvedii
- Hieracium grofae
- Hieracium grohii
- Hieracium gronovii
- Hieracium grossianum
- Hieracium grossicephalum
- Hieracium grovesianum
- Hieracium grovesii
- Hieracium guadarramense
- Hieracium guatemalense
- Hieracium gudbrandii
- Hieracium guentheri
- Hieracium guentheri-beckii
- Hieracium guglerianum
- Hieracium gunnarii
- Hieracium gusinjense
- Hieracium guthnickianum
- Hieracium guthnikiana
- Hieracium gymnerosulum
- Hieracium gymnocephalum
- Hieracium gymnocerinthe
- Hieracium gynaeconesaeum
- Hieracium gypsophilum
- Hieracium habrodon
- Hieracium hafstroendense
- Hieracium halfdanii
- Hieracium halsicum
- Hieracium hanburyi
- Hieracium hangvarense
- Hieracium haploum
- Hieracium harjuense
- Hieracium hartii
- Hieracium hartzianum
- Hieracium harzianum
- Hieracium hastiforme
- Hieracium hastile
- Hieracium haussknechtianum
- Hieracium hauthalianum
- Hieracium hayekii
- Hieracium hebridense
- Hieracium heldreichii
- Hieracium helenae
- Hieracium hemidiaphanum
- Hieracium hepaticum
- Hieracium hermanni-zahnii
- Hieracium herrerae
- Hieracium herzogianum
- Hieracium hesperium
- Hieracium heteradenum
- Hieracium heterogynum
- Hieracium heteromixtum
- Hieracium heterospermum
- Hieracium hethlandiae
- Hieracium hibernicum
- Hieracium hieronymi
- Hieracium hintonii
- Hieracium hirsuticaule
- Hieracium hirsutum
- Hieracium hirtellum
- Hieracium hirticollum
- Hieracium hirtulum
- Hieracium hispanicum
- Hieracium hispidulum
- Hieracium hjeltii
- Hieracium hoidalicum
- Hieracium holmiense
- Hieracium holophyllum
- Hieracium holopleuroides
- Hieracium holopleurophyllum
- Hieracium holopleurum
- Hieracium holosericeum
- Hieracium holostenophyllum
- Hieracium homochroum
- Hieracium homophyllum
- Hieracium hoppeanum
- Hieracium horridum
- Hieracium hortense
- Hieracium hosjense
- Hieracium hozense
- Hieracium hraunense
- Hieracium hryniewieckii
- Hieracium huetianum
- Hieracium huetii
- Hieracium humidorum
- Hieracium humile
- Hieracium hyalinellum
- Hieracium hybridum
- Hieracium hylocomum
- Hieracium hylogeton
- Hieracium hyocomium
- Hieracium hyparcticoides
- Hieracium hypastrum
- Hieracium hypereuryum
- Hieracium hypeurum
- Hieracium hypochnoodes
- Hieracium hypochoeroides
- Hieracium hypoglaucum
- Hieracium hypoleptolepis
- Hieracium hypophalacrum
- Hieracium hypopogon
- Hieracium idubedae
- Hieracium ignatianum
- Hieracium igoschinae
- Hieracium ihrowyszczense
- Hieracium imandricola
- Hieracium immodestum
- Hieracium improvisum
- Hieracium impunctatum
- Hieracium inaequilaterum
- Hieracium incisiceps
- Hieracium includens
- Hieracium incomptum
- Hieracium inconspicuissimum
- Hieracium inconveniens
- Hieracium incurrens
- Hieracium informe
- Hieracium infravillosulum
- Hieracium ingolfii
- Hieracium insigne
- Hieracium inspissatum
- Hieracium insubricum
- Hieracium insulare
- Hieracium insulicola
- Hieracium integratum
- Hieracium integrifrons
- Hieracium integrilaterum
- Hieracium intercessum
- Hieracium internatum
- Hieracium intertextum
- Hieracium intonsum
- Hieracium intumescens
- Hieracium inuliflorum
- Hieracium inulifrons
- Hieracium inuloides
- Hieracium involutum
- Hieracium irasuense
- Hieracium ircutense
- Hieracium iremelense
- Hieracium iricum
- Hieracium irmae
- Hieracium irregularidens
- Hieracium isabellae
- Hieracium isatidifolium
- Hieracium isatifolium
- Hieracium iseranum
- Hieracium iseriana
- Hieracium isolanum
- Hieracium issatchenkoi
- Hieracium iteophyllum
- Hieracium itunense
- Hieracium iuranum
- Hieracium ivdelense
- Hieracium jablonicense
- Hieracium jaculifolium
- Hieracium jangajuense
- Hieracium jankae
- Hieracium japonicum
- Hieracium jaretanum
- Hieracium jarzabczynum
- Hieracium jaworowae
- Hieracium jonassonii
- Hieracium jonsbergense
- Hieracium jordanii
- Hieracium jubaticeps
- Hieracium jubatum
- Hieracium juelii
- Hieracium juranum
- Hieracium jurassicum
- Hieracium juratzkae
- Hieracium jutlandicum
- Hieracium kabanovii
- Hieracium kablikianum
- Hieracium kaczurinii
- Hieracium kaeserianum
- Hieracium kaldalonense
- Hieracium kalsoense
- Hieracium kandalakschae
- Hieracium kandawanicum
- Hieracium kaninense
- Hieracium karelorum
- Hieracium kavinae
- Hieracium keldii
- Hieracium kennethii
- Hieracium kentii
- Hieracium khekianum
- Hieracium kiderense
- Hieracium kieslingii
- Hieracium kievejense
- Hieracium kildinense
- Hieracium kingshousense
- Hieracium kintyricum
- Hieracium kirghisorum
- Hieracium klingrahoolense
- Hieracium klingstedtii
- Hieracium klisurae
- Hieracium knafii
- Hieracium kneissaeum
- Hieracium kochianum
- Hieracium koehleri
- Hieracium kofelicum
- Hieracium kolgujevense
- Hieracium kopsicum
- Hieracium korshinskyi
- Hieracium koslovskyanum
- Hieracium kosvinskiense
- Hieracium krasanii
- Hieracium kritschimanum
- Hieracium krivanense
- Hieracium krizsnae
- Hieracium krylovii
- Hieracium kubanicum
- Hieracium kubinskense
- Hieracium kukulense
- Hieracium kulkowianum
- Hieracium kultukense
- Hieracium kumbelicum
- Hieracium kupfferi
- Hieracium kuroksarense
- Hieracium kusnetzkiense
- Hieracium kuzenevae
- Hieracium lacerifolium
- Hieracium lachnopsilon
- Hieracium lackschewitzii
- Hieracium laeticeps
- Hieracium laetificum
- Hieracium laevigatum
- Hieracium laevimarginatum
- Hieracium lagganense
- Hieracium lagopus
- Hieracium lailanum
- Hieracium lainzii
- Hieracium lakelandicum
- Hieracium lamprochlorum
- Hieracium lamprogas
- Hieracium lamprophyllum
- Hieracium lanceatum
- Hieracium lancidens
- Hieracium langwellense
- Hieracium laniferum
- Hieracium lanifolium
- Hieracium lannesianum
- Hieracium lanseanum
- Hieracium lanugineum
- Hieracium lapponicifolium
- Hieracium lapponicum
- Hieracium larigense
- Hieracium larvatum
- Hieracium lasiophyton
- Hieracium lasiothrix
- Hieracium latemixtum
- Hieracium latens
- Hieracium laterale
- Hieracium lateriflorum
- Hieracium latificum
- Hieracium latilepidotum
- Hieracium latpariense
- Hieracium latypeum
- Hieracium lawsonii
- Hieracium lazicum
- Hieracium lazistanum
- Hieracium lecanodes
- Hieracium legionense
- Hieracium lehbertii
- Hieracium lehmannii
- Hieracium leiocephalum
- Hieracium leiophaeum
- Hieracium leiophyton
- Hieracium leiopogon
- Hieracium lejosoma
- Hieracium lepidotum
- Hieracium lepidulum
- Hieracium lepistoides
- Hieracium leptadeniiforme
- Hieracium leptocephalum
- Hieracium leptodon
- Hieracium leptoglossum
- Hieracium leptopholis
- Hieracium leptoprenanthes
- Hieracium leptothyrsum
- Hieracium leucaeolum
- Hieracium leucanthemum
- Hieracium leuceriodes
- Hieracium leucoclonum
- Hieracium leucocraspedum
- Hieracium leucodetum
- Hieracium leucograptum
- Hieracium leucomalloides
- Hieracium leucomallum
- Hieracium leucopelmatum
- Hieracium leucophaeum
- Hieracium leucothyrsogenes
- Hieracium leucothyrsoides
- Hieracium levicaule
- Hieracium levihirtum
- Hieracium leyanum
- Hieracium leyi
- Hieracium lignyotum
- Hieracium liljeholmii
- Hieracium limitaneum
- Hieracium linahamariense
- Hieracium lindebergii
- Hieracium lindii
- Hieracium lingelsheimii
- Hieracium linguans
- Hieracium linguifolium
- Hieracium lingulatum
- Hieracium linifolium
- Hieracium lintonii
- Hieracium lippmaae
- Hieracium lippmae
- Hieracium liptoviense
- Hieracium litorale
- Hieracium litwinowianum
- Hieracium livescens
- Hieracium livescentiforme
- Hieracium lividorubens
- Hieracium ljapinense
- Hieracium loeflingianum
- Hieracium lomnicense
- Hieracium lonchophyllum
- Hieracium longiberbe
- Hieracium longifidum
- Hieracium longifolium
- Hieracium longifrons
- Hieracium longilobum
- Hieracium longipilipes
- Hieracium longipilum
- Hieracium longipubens
- Hieracium lopezudiae
- Hieracium lopholepidioides
- Hieracium lorentzianum
- Hieracium loretii
- Hieracium losae
- Hieracium loscosianum
- Hieracium lovozericum
- Hieracium loxense
- Hieracium lucens
- Hieracium lucidum
- Hieracium lugae-pljussae
- Hieracium lugdunense
- Hieracium lugiorum
- Hieracium lusitanicum
- Hieracium luteomontanum
- Hieracium lutnjaermense
- Hieracium lutulenticeps
- Hieracium luxurians
- Hieracium luzuleti
- Hieracium lychnioides
- Hieracium lycopifolium
- Hieracium lycopoides
- Hieracium lydiae
- Hieracium lygistodon
- Hieracium lyrifolium
- Hieracium lysanum
- Hieracium macdonaldii
- Hieracium macranthella
- Hieracium macrellum
- Hieracium macrocarpum
- Hieracium macrocentrum
- Hieracium macrocephalum
- Hieracium macrochlorellum
- Hieracium macrocladum
- Hieracium macrocomum
- Hieracium macrodon
- Hieracium macrodontoides
- Hieracium macrolasium
- Hieracium macropholidium
- Hieracium macrotonum
- Hieracium macrotrichium
- Hieracium macrotrichum
- Hieracium maculatum
- Hieracium maculoides
- Hieracium madrense
- Hieracium magnauricula
- Hieracium magnidens
- Hieracium malovanicum
- Hieracium mammidens
- Hieracium mandonii
- Hieracium manifestum
- Hieracium mapirense
- Hieracium maranzae
- Hieracium marcetii
- Hieracium marginatum
- Hieracium marginelliceps
- Hieracium marginellum
- Hieracium mariae
- Hieracium marianum
- Hieracium maritimum
- Hieracium marjokense
- Hieracium marmoreum
- Hieracium marshallii
- Hieracium marsorum
- Hieracium marylandicum
- Hieracium mathewsii
- Hieracium mattfeldianum
- Hieracium mattiroloanum
- Hieracium maureri
- Hieracium medianiforme
- Hieracium medschedsense
- Hieracium megabombycinum
- Hieracium megacephalon
- Hieracium megacephalum
- Hieracium megachaetum
- Hieracium megalocaulon
- Hieracium megalochaetum
- Hieracium megalodon
- Hieracium megalomeres
- Hieracium megalophyton
- Hieracium megalothecum
- Hieracium megaphyes
- Hieracium melainon
- Hieracium melandetum
- Hieracium melanochloricephalum
- Hieracium melanoglochin
- Hieracium melanops
- Hieracium melanothyrsum
- Hieracium memorabile
- Hieracium mendocinum
- Hieracium merxmuelleri
- Hieracium mesopolium
- Hieracium metallicorum
- Hieracium mexicanum
- Hieracium micracladium
- Hieracium microdon
- Hieracium microplacerum
- Hieracium microstictum
- Hieracium microtum
- Hieracium milesii
- Hieracium mirandum
- Hieracium misaucinum
- Hieracium mixopolium
- Hieracium mixtibifidum
- Hieracium mixtiforme
- Hieracium mixtum
- Hieracium mlinicae
- Hieracium modiciforme
- Hieracium moeanum
- Hieracium molinierianum
- Hieracium mollitum
- Hieracium molybdochroum
- Hieracium monacriodes
- Hieracium monanthum
- Hieracium monczecola
- Hieracium monnieri
- Hieracium monregalense
- Hieracium monstrosum
- Hieracium montcaunicum
- Hieracium montenegrinum
- Hieracium montis-florum
- Hieracium montis-porrarae
- Hieracium montsanticola
- Hieracium montserratii
- Hieracium moravicum
- Hieracium morii
- Hieracium morulum
- Hieracium mosenii
- Hieracium mucrodentatum
- Hieracium mucronatum
- Hieracium mucronellum
- Hieracium mukacevense
- Hieracium multicaule
- Hieracium multifrons
- Hieracium multisetum
- Hieracium mundum
- Hieracium munkacsense
- Hieracium murcandidum
- Hieracium murlainzii
- Hieracium murlainzoides
- Hieracium murmanense
- Hieracium murmanicum
- Hieracium murorum
- Hieracium mutilatum
- Hieracium myrdalense
- Hieracium naegelianum
- Hieracium nanidens
- Hieracium napaeum
- Hieracium narymense
- Hieracium naviense
- Hieracium necopinum
- Hieracium neglectipilosum
- Hieracium negoiense
- Hieracium nenukovii
- Hieracium neocerinthe
- Hieracium neocoracinum
- Hieracium neodivergens
- Hieracium neofilicaule
- Hieracium neofurcatum
- Hieracium neoherrerae
- Hieracium neomalyi
- Hieracium neomarginatum
- Hieracium neomicracladium
- Hieracium neopicris
- Hieracium neorepandum
- Hieracium neoserratifrons
- Hieracium nepium
- Hieracium neroikense
- Hieracium nesaeum
- Hieracium neyraeanum
- Hieracium neyranum
- Hieracium nidense
- Hieracium niederleinii
- Hieracium nigrescens
- Hieracium nigrescenticeps
- Hieracium nigriceps
- Hieracium nigrifactum
- Hieracium nigritum
- Hieracium nigrocephalum
- Hieracium nigrostylum
- Hieracium nipbolasium
- Hieracium niphocladum
- Hieracium nitens
- Hieracium nitidum
- Hieracium niveobarbatum
- Hieracium niveolimbatum
- Hieracium niviferum
- Hieracium nivimontis
- Hieracium nizhnetunguskaense
- Hieracium nobile
- Hieracium nordenstamii
- Hieracium nordlanderi
- Hieracium nordlandicum
- Hieracium northroënse
- Hieracium norvegicum
- Hieracium notabile
- Hieracium notense
- Hieracium notophilum
- Hieracium nubitangens
- Hieracium nudicaule
- Hieracium nyaradyanum
- Hieracium obatrescens
- Hieracium obrovacense
- Hieracium obscuratum
- Hieracium obscuricaule
- Hieracium obtextum
- Hieracium obtusangulum
- Hieracium obtusissimum
- Hieracium obtusoserratum
- Hieracium obtusulum
- Hieracium ochanskiense
- Hieracium ochthophilum
- Hieracium odontophyllum
- Hieracium oenophyllum
- Hieracium oioense
- Hieracium oistophyllum
- Hieracium olafii
- Hieracium oleaginicolor
- Hieracium oletatum
- Hieracium oligodon
- Hieracium olympicum
- Hieracium omangii
- Hieracium oncadenium
- Hieracium oncodes
- Hieracium onosmoides
- Hieracium onychodontum
- Hieracium opacum
- Hieracium oppletiforme
- Hieracium optimum
- Hieracium orarium
- Hieracium orbicans
- Hieracium orbolense
- Hieracium orcadense
- Hieracium oreiocephalum
- Hieracium orimeles
- Hieracium orithales
- Hieracium ornatilorum
- Hieracium ornatum
- Hieracium orodoxum
- Hieracium oroglaucum
- Hieracium orteganum
- Hieracium orthobrachion
- Hieracium orthoglossum
- Hieracium orthopodum
- Hieracium orupense
- Hieracium osiliae
- Hieracium ossaeum
- Hieracium ostenfeldii
- Hieracium ovaliceps
- Hieracium ovaliforme
- Hieracium ovatifolians
- Hieracium ovatifrons
- Hieracium oxybeles
- Hieracium oxycerinthe
- Hieracium oxygonium
- Hieracium oxylepium
- Hieracium oxyodon
- Hieracium oxyodontophorum
- Hieracium oxypleurum
- Hieracium pachyphylloides
- Hieracium paczoskianum
- Hieracium padcayense
- Hieracium pahnschii
- Hieracium paldiskiense
- Hieracium palenicae
- Hieracium palentinum
- Hieracium paletaranum
- Hieracium palezieuxii
- Hieracium pallescens
- Hieracium pallescentifrons
- Hieracium pallidivirens
- Hieracium pallidum
- Hieracium palmenii
- Hieracium paltinae
- Hieracium pammelanum
- Hieracium pamphilei
- Hieracium pamphili
- Hieracium pampsilum
- Hieracium panaeoliforme
- Hieracium panaeolum
- Hieracium pangoriense
- Hieracium paniculatum
- Hieracium pannosum
- Hieracium paraguayense
- Hieracium pardalinum
- Hieracium pardoanum
- Hieracium parichii
- Hieracium parnassi
- Hieracium parryi
- Hieracium pasense
- Hieracium patagonicum
- Hieracium patale
- Hieracium patens
- Hieracium pauculidens
- Hieracium paui
- Hieracium pauradenium
- Hieracium paurocyma
- Hieracium paurodontum
- Hieracium paxianum
- Hieracium pazense
- Hieracium peccense
- Hieracium pedatifolium
- Hieracium pedemontanum
- Hieracium pedunculare
- Hieracium pelagae
- Hieracium pellaeocephalum
- Hieracium pellitum
- Hieracium pellucidum
- Hieracium penduliforme
- Hieracium pendulum
- Hieracium pentaploideum
- Hieracium percome
- Hieracium percomiforme
- Hieracium percrenatum
- Hieracium pereffusum
- Hieracium perintegrum
- Hieracium periplecum
- Hieracium peristericum
- Hieracium perlaniferum
- Hieracium permaculatum
- Hieracium pernervosum
- Hieracium peroblongum
- Hieracium perornaticeps
- Hieracium perpiliferum
- Hieracium perscitum
- Hieracium persimile
- Hieracium personatum
- Hieracium peruanum
- Hieracium peterfii
- Hieracium petiolatum
- Hieracium petioliferum
- Hieracium petiolinum
- Hieracium petiolosum
- Hieracium petrocharis
- Hieracium petrofundii
- Hieracium petropavlovskeanum
- Hieracium petrovae
- Hieracium phaedrocheilon
- Hieracium phaeochristum
- Hieracium phalarograptum
- Hieracium philanthrax
- Hieracium phlomoides
- Hieracium phocaicum
- Hieracium pholidotum
- Hieracium phrixoclonum
- Hieracium phrixocomum
- Hieracium phrixomalliforme
- Hieracium phyllochnoum
- Hieracium picenorum
- Hieracium pichinchae
- Hieracium pichleri
- Hieracium piciniforme
- Hieracium picoeuropeanum
- Hieracium picroides
- Hieracium pictorum
- Hieracium pictum
- Hieracium pietrae
- Hieracium pietroszense
- Hieracium piliceps
- Hieracium piliferum
- Hieracium piligerum
- Hieracium pilosum
- Hieracium pinegense
- Hieracium pinetophilum
- Hieracium pineum
- Hieracium pinicola
- Hieracium pinnatifidiforme
- Hieracium pinnigerum
- Hieracium pirinicola
- Hieracium pizense
- Hieracium placerophylloides
- Hieracium planchonianum
- Hieracium plantagineum
- Hieracium plantaginifrons
- Hieracium platamodes
- Hieracium platylepioides
- Hieracium platyphyllopodum
- Hieracium pleuroleucum
- Hieracium plicatum
- Hieracium plisivicae
- Hieracium pljesevicae
- Hieracium plumbeum
- Hieracium plumieri
- Hieracium pluricaule
- Hieracium poaczense
- Hieracium pocuticum
- Hieracium poecilostictum
- Hieracium pohlei
- Hieracium pojoritense
- Hieracium polatschekii
- Hieracium poliobrachium
- Hieracium poliudovense
- Hieracium pollichiae
- Hieracium pollinarioides
- Hieracium pollinarium
- Hieracium pollinense
- Hieracium polycephalum
- Hieracium polycomatum
- Hieracium polygonifolium
- Hieracium polymorphophyllum
- Hieracium polyphaeum
- Hieracium polysteganum
- Hieracium pomoricum
- Hieracium pongoense
- Hieracium popayanense
- Hieracium porphyrii
- Hieracium porrifolium
- Hieracium porrigens
- Hieracium porrigentiforme
- Hieracium portanum
- Hieracium portlandicum
- Hieracium pospichalii
- Hieracium potamophilon
- Hieracium praebiharicum
- Hieracium praecipuum
- Hieracium praecordans
- Hieracium praecurrens
- Hieracium praefloccellum
- Hieracium praegrandiceps
- Hieracium praelineatum
- Hieracium praelongipes
- Hieracium praelongum
- Hieracium praematurum
- Hieracium praenodatum
- Hieracium praepallens
- Hieracium praesigne
- Hieracium praetenerifrons
- Hieracium praetenerum
- Hieracium praetervisum
- Hieracium praethulense
- Hieracium prasinamaurum
- Hieracium pratorum-tivi
- Hieracium praviforme
- Hieracium pravifrons
- Hieracium prediliense
- Hieracium prenanthoides
- Hieracium pretiosum
- Hieracium prilakenense
- Hieracium prilakense
- Hieracium pringlei
- Hieracium prionocerinthe
- Hieracium probum
- Hieracium procerigenum
- Hieracium prodanianum
- Hieracium profetanum
- Hieracium progrediens
- Hieracium prolatatum
- Hieracium prolatescens
- Hieracium promontoriale
- Hieracium prostratum
- Hieracium protenozum
- Hieracium protentum
- Hieracium protractum
- Hieracium proximum
- Hieracium pruinale
- Hieracium pruiniferum
- Hieracium psammogenes
- Hieracium psaridianum
- Hieracium pseudalpinum
- Hieracium pseudanfractum
- Hieracium pseudanglicoides
- Hieracium pseudanglicum
- Hieracium pseudarctophilum
- Hieracium pseud-effusum
- Hieracium pseuderectum
- Hieracium pseudoatratum
- Hieracium pseudobifidum
- Hieracium pseudobipes
- Hieracium pseudoboreum
- Hieracium pseudocaesiiforme
- Hieracium pseudocaesium
- Hieracium pseudocerinthe
- Hieracium pseudocongruens
- Hieracium pseudoconstrictum
- Hieracium pseudocorymbosum
- Hieracium pseudocurvatum
- Hieracium pseudodolichaetum
- Hieracium pseudodulacianum
- Hieracium pseudofariniramum
- Hieracium pseudofioniae
- Hieracium pseudogelerti
- Hieracium pseudoglabridens
- Hieracium pseudogratiosum
- Hieracium pseudogrovesianum
- Hieracium pseudohybridum
- Hieracium pseudohypochnoodes
- Hieracium pseudojutlandicum
- Hieracium pseudolaggeri
- Hieracium pseudolainzii
- Hieracium pseudolatypeum
- Hieracium pseudolepistoides
- Hieracium pseudoleyi
- Hieracium pseudoloscosianum
- Hieracium pseudolympicum
- Hieracium pseudomixtum
- Hieracium pseudonigritum
- Hieracium pseudonosmoides
- Hieracium pseudoomangii
- Hieracium pseudopallidum
- Hieracium pseudopalmenii
- Hieracium pseudopaltinae
- Hieracium pseudopediaeum
- Hieracium pseudopellucidum
- Hieracium pseudopetiolatum
- Hieracium pseudophyllodes
- Hieracium pseudopilosella
- Hieracium pseudoprasinops
- Hieracium pseudoratezatense
- Hieracium pseudorionii
- Hieracium pseudosarcophyllum
- Hieracium pseudoscardicum
- Hieracium pseudostenoplecum
- Hieracium pseudostupposum
- Hieracium pseudosvaneticum
- Hieracium pseudotranssilvanicum
- Hieracium pseudovranjanum
- Hieracium pseudozetlandicum
- Hieracium psychroadenium
- Hieracium pteropogon
- Hieracium pugsleyi
- Hieracium pujattii
- Hieracium pulchellum
- Hieracium pulchridens
- Hieracium pulchrius
- Hieracium pullicalicitum
- Hieracium pumilare
- Hieracium purpurascens
- Hieracium purpuriguttatum
- Hieracium purpuristictum
- Hieracium puschlachtae
- Hieracium pusillifolium
- Hieracium putoranicum
- Hieracium pycnodon
- Hieracium pycnotrichum
- Hieracium pyrenaeojurassicum
- Hieracium pyrgosense
- Hieracium pyrolifolium
- Hieracium pyrsjuense
- Hieracium quadridentatum
- Hieracium queraltense
- Hieracium querianum
- Hieracium quinquemonticola
- Hieracium racemosiforme
- Hieracium racemosum
- Hieracium raddeanum
- Hieracium radenium
- Hieracium radinum
- Hieracium radyrense
- Hieracium ramondii
- Hieracium ramosissimum
- Hieracium ramosum
- Hieracium rapunculoides
- Hieracium rapunculoidiforme
- Hieracium ratluense
- Hieracium ravaudii
- Hieracium raveniorum
- Hieracium ravusculum
- Hieracium reayense
- Hieracium rebildense
- Hieracium recensitum
- Hieracium rechingerorum
- Hieracium recoderi
- Hieracium rectulum
- Hieracium relaxatum
- Hieracium renatae
- Hieracium repandilaterum
- Hieracium repandulare
- Hieracium repandum
- Hieracium resupinatum
- Hieracium reticulatiforme
- Hieracium reticulatum
- Hieracium retifolium
- Hieracium retyezatense
- Hieracium revocantiforme
- Hieracium rhabdoides
- Hieracium rhomboidale
- Hieracium rhomboides
- Hieracium rhombotum
- Hieracium richenii
- Hieracium riddelsdellii
- Hieracium rigidiceps
- Hieracium riofrioi
- Hieracium rioloboi
- Hieracium rioxanum
- Hieracium riparium
- Hieracium riphaeoides
- Hieracium riphaeum
- Hieracium rivale
- Hieracium rizense
- Hieracium robertsii
- Hieracium robinsonii
- Hieracium robustum
- Hieracium rohacsense
- Hieracium rohlenae
- Hieracium ronasii
- Hieracium roseum
- Hieracium rossicum
- Hieracium rostani
- Hieracium rostanii
- Hieracium rosulatum
- Hieracium rottii
- Hieracium rotundatum
- Hieracium rubellum
- Hieracium rubicundiforme
- Hieracium rubiginosum
- Hieracium rubrimaculatum
- Hieracium rupestre
- Hieracium rupicaprinum
- Hieracium rupicola
- Hieracium rupicoliforme
- Hieracium rupicoloides
- Hieracium rupivivum
- Hieracium ruprecthii
- Hieracium rutiliceps
- Hieracium sabaudum
- Hieracium sabiniforme
- Hieracium sabinopsis
- Hieracium safonoviae
- Hieracium sagittipotens
- Hieracium saliencianum
- Hieracium salviifolium
- Hieracium samaricum
- Hieracium sandozianum
- Hieracium sangilense
- Hieracium sanguineum
- Hieracium sannoxense
- Hieracium sarcophylloides
- Hieracium sarcophylloton
- Hieracium sarcophyllum
- Hieracium sartorianum
- Hieracium saturicolor
- Hieracium sauzei
- Hieracium savokarelicum
- Hieracium saxatile
- Hieracium saxifragum
- Hieracium saxorum
- Hieracium scabiosum
- Hieracium scabrisetum
- Hieracium scamandris
- Hieracium scapigerum
- Hieracium scardicum
- Hieracium scarpicum
- Hieracium schefferi
- Hieracium schellianum
- Hieracium schennikovii
- Hieracium scheppigianum
- Hieracium schipczinskii
- Hieracium schischkinii
- Hieracium schliakovii
- Hieracium schmidtii
- Hieracium schneiderianum
- Hieracium schreiteri
- Hieracium schultzii
- Hieracium schustleri
- Hieracium scitulum
- Hieracium sclerophaeum
- Hieracium scolopoglossum
- Hieracium scorzoneraefolium
- Hieracium scorzonerifolium
- Hieracium scotaiolepis
- Hieracium scoticum
- Hieracium scotocerinthe
- Hieracium scottii
- Hieracium scouleri
- Hieracium scribneri
- Hieracium scullyi
- Hieracium scytalocephalum
- Hieracium scytophyllum
- Hieracium segevoldense
- Hieracium segregatum
- Hieracium segureum
- Hieracium semialpinum
- Hieracium semianglicum
- Hieracium semiangustum
- Hieracium semibipes
- Hieracium semicaesium
- Hieracium semichlorellum
- Hieracium semicreperum
- Hieracium semicurvatum
- Hieracium semidovrense
- Hieracium semigothicum
- Hieracium semipercome
- Hieracium semiprolixum
- Hieracium semisuperbum
- Hieracium senectum
- Hieracium senescens
- Hieracium senex
- Hieracium separ
- Hieracium serdanyolae
- Hieracium sericellum
- Hieracium sericicaule
- Hieracium sericophyllum
- Hieracium seriflorum
- Hieracium sermonikense
- Hieracium serratum
- Hieracium sershukense
- Hieracium seticollum
- Hieracium severiceps
- Hieracium sexangulare
- Hieracium shaparenkoi
- Hieracium shoolbredii
- Hieracium silenii
- Hieracium sillamaeense
- Hieracium silsinum
- Hieracium siluriense
- Hieracium silvaticoides
- Hieracium silvicomum
- Hieracium simbruinicum
- Hieracium simia
- Hieracium sinuans
- Hieracium sinuatum
- Hieracium sinuolatum
- Hieracium siphlanthum
- Hieracium sivorkae
- Hieracium skarddalicum
- Hieracium skutchii
- Hieracium skutudalicum
- Hieracium slovacum
- Hieracium smolandicum
- Hieracium snowdoniense
- Hieracium sococratodium
- Hieracium soczavae
- Hieracium sodiroanum
- Hieracium solidagineum
- Hieracium solonieviczii
- Hieracium solovetzkiense
- Hieracium solum
- Hieracium sommerfeltii
- Hieracium sonchoides
- Hieracium soratense
- Hieracium sorianum
- Hieracium sosvaense
- Hieracium sotarense
- Hieracium sowadeense
- Hieracium soyerifolium
- Hieracium sparsidens
- Hieracium sparsifolium
- Hieracium sparsifrons
- Hieracium sparsiramum
- Hieracium sparsum
- Hieracium spatalops
- Hieracium spathulatum
- Hieracium speciosum
- Hieracium spectabile
- Hieracium spenceanum
- Hieracium sphaerocephalum
- Hieracium sphagnicola
- Hieracium splendens
- Hieracium spodocephalum
- Hieracium sprucei
- Hieracium stachyoideum
- Hieracium stannardii
- Hieracium staticinum
- Hieracium staui
- Hieracium stefanssonii
- Hieracium steffensenii
- Hieracium steinbergianum
- Hieracium steindorii
- Hieracium stellatifolium
- Hieracium stelligerum
- Hieracium stellipilum
- Hieracium stenanthelum
- Hieracium stenocranoides
- Hieracium stenodontophyllum
- Hieracium stenolepiforme
- Hieracium stenomischum
- Hieracium stenopholidium
- Hieracium stenophyes
- Hieracium stenopiforme
- Hieracium stenoplecum
- Hieracium stenstroemii
- Hieracium sternbergianum
- Hieracium sterzingense
- Hieracium stewartii
- Hieracium stictophylloides
- Hieracium stictophyllum
- Hieracium stictulum
- Hieracium stictum
- Hieracium stirovacense
- Hieracium stoedvarense
- Hieracium stolonifera
- Hieracium straforelloanum
- Hieracium stranigense
- Hieracium streptochaetum
- Hieracium streptotrichum
- Hieracium strictiforme
- Hieracium strictum
- Hieracium strigosum
- Hieracium stroemfeltii
- Hieracium stuebelii
- Hieracium stupeum
- Hieracium stupposiforme
- Hieracium stupposum
- Hieracium subaequialtum
- Hieracium subamplifolium
- Hieracium subandurense
- Hieracium subapicicomum
- Hieracium subaquilonare
- Hieracium subarctophilum
- Hieracium subarctoum
- Hieracium subasperellum
- Hieracium subbritannicum
- Hieracium subcaesiiforme
- Hieracium subcaesium
- Hieracium subchlorophaeum
- Hieracium subcinerascens
- Hieracium subcompositum
- Hieracium subcongenitum
- Hieracium subcrassifolium
- Hieracium subcrocatum
- Hieracium subcyaneum
- Hieracium subcymigerum
- Hieracium subelatiforme
- Hieracium subelatum
- Hieracium suberectum
- Hieracium sub-eversianum
- Hieracium subfarinaceum
- Hieracium subfariniramum
- Hieracium subfarinosiceps
- Hieracium subflexicaule
- Hieracium subflocciferum
- Hieracium subfusciviride
- Hieracium subgalbanum
- Hieracium subglandulosipes
- Hieracium subglaucovirens
- Hieracium subglobosum
- Hieracium subgouanii
- Hieracium subgracilentipes
- Hieracium subgracilescens
- Hieracium subhirsutissimum
- Hieracium subhirtum
- Hieracium subholophyllum
- Hieracium subimandrae
- Hieracium subincisum
- Hieracium subinforme
- Hieracium subintegrifolium
- Hieracium sublasiophyllum
- Hieracium sublividum
- Hieracium submaculigerum
- Hieracium submarginellum
- Hieracium submedianum
- Hieracium submelanolepis
- Hieracium subminutidens
- Hieracium submurorum
- Hieracium submutabile
- Hieracium subniviferum
- Hieracium subnudum
- Hieracium subortum
- Hieracium subpamphili
- Hieracium subpatulum
- Hieracium subpellucidum
- Hieracium subplanifolium
- Hieracium subprasinifolium
- Hieracium subprolatescens
- Hieracium subrigidum
- Hieracium subrosulatum
- Hieracium subrotundiforme
- Hieracium subrotundum
- Hieracium subrubense
- Hieracium subrubicundum
- Hieracium subscoticum
- Hieracium subsimile
- Hieracium subsinuatum
- Hieracium substellatum
- Hieracium substolonifera
- Hieracium substrictipilum
- Hieracium substrigosum
- Hieracium subsvaneticum
- Hieracium subtenue
- Hieracium subtenuifrons
- Hieracium subtilissimum
- Hieracium subtomentosum
- Hieracium subtriangulatum
- Hieracium subtruncatum
- Hieracium subulatidens
- Hieracium subumbellatiforme
- Hieracium subvillosum
- Hieracium subviolascentiforme
- Hieracium subvladeasae
- Hieracium subvulgatiforme
- Hieracium sudeticola
- Hieracium sudeticum
- Hieracium sulfurea
- Hieracium sulphureum
- Hieracium suomense
- Hieracium supravladeasae
- Hieracium surrejanum
- Hieracium sutteri
- Hieracium svaneticiforme
- Hieracium swantevitii
- Hieracium sylvaticum
- Hieracium symphytifolium
- Hieracium syreistschikovii
- Hieracium tabergense
- Hieracium tacense
- Hieracium taigense
- Hieracium tajanum
- Hieracium tallenganum
- Hieracium tanaodeirum
- Hieracium tandilense
- Hieracium tanense
- Hieracium tanfiliewii
- Hieracium tanyclonum
- Hieracium tanyphyton
- Hieracium tapeinocephalum
- Hieracium taraxacifrons
- Hieracium taurinense
- Hieracium tavense
- Hieracium teberdaefontis
- Hieracium teberdense
- Hieracium teliforme
- Hieracium teligerum
- Hieracium teliumbellatum
- Hieracium tenellifrons
- Hieracium tenuiflorum
- Hieracium tenuifrons
- Hieracium tephodres
- Hieracium tephrocephalum
- Hieracium tephrochlorellum
- Hieracium tephrodermum
- Hieracium tephrophilum
- Hieracium tephropogon
- Hieracium tephrosoma
- Hieracium teplouchovii
- Hieracium terekianum
- Hieracium terenodes
- Hieracium tericum
- Hieracium tersundagense
- Hieracium tetraodon
- Hieracium texedense
- Hieracium thaectolepium
- Hieracium thalassinum
- Hieracium thapsiformoides
- Hieracium thaumasium
- Hieracium thermophilum
- Hieracium thesauranum
- Hieracium thesioides
- Hieracium thingvellirense
- Hieracium thomasianum
- Hieracium thulense
- Hieracium thyraicum
- Hieracium timanense
- Hieracium titanogenes
- Hieracium tjumentzevii
- Hieracium tolimense
- Hieracium tolmatchevii
- Hieracium tolstoii
- Hieracium tolvaense
- Hieracium tomentosum
- Hieracium tommasinianum
- Hieracium tonalense
- Hieracium torrepandoi
- Hieracium torticeps
- Hieracium tortuosum
- Hieracium toutonianum
- Hieracium trachselianotropum
- Hieracium traillii
- Hieracium transiens
- Hieracium transnivense
- Hieracium transpeczoricum
- Hieracium transsilvanicum
- Hieracium transylvanicum
- Hieracium triadanum
- Hieracium triangulare
- Hieracium triangularifolium
- Hieracium trichobrachium
- Hieracium trichocaulon
- Hieracium trichodontum
- Hieracium trichophyton
- Hieracium trichotum
- Hieracium tricolorans
- Hieracium trikalense
- Hieracium trimontserratii
- Hieracium trischistum
- Hieracium triste
- Hieracium tritum
- Hieracium trivialiforme
- Hieracium trollii
- Hieracium truncatum
- Hieracium tschamkorijense
- Hieracium tuadaschense
- Hieracium tuberculatum
- Hieracium tubulatum
- Hieracium tucumanicum
- Hieracium tulomense
- Hieracium tumescens
- Hieracium tunguskanum
- Hieracium turbidum
- Hieracium turbinellum
- Hieracium turbinicephalum
- Hieracium turcomanicum
- Hieracium turritellum
- Hieracium turritifolium
- Hieracium tuvinicum
- Hieracium tynnoglochin
- Hieracium tynnotrichum
- Hieracium tzagwerianum
- Hieracium uechtritzianum
- Hieracium ueksipii
- Hieracium ugandiense
- Hieracium uiginskyense
- Hieracium uistense
- Hieracium uisticola
- Hieracium ukierniae
- Hieracium ulothrix
- Hieracium umbellata
- Hieracium umbellaticeps
- Hieracium umbellatum
- Hieracium umbrolainzii
- Hieracium umbrosum
- Hieracium unguiculiferum
- Hieracium uralense
- Hieracium urbionicum
- Hieracium urticaceum
- Hieracium urumoffii
- Hieracium urvillei
- Hieracium ustulatum
- Hieracium vagae
- Hieracium vagense
- Hieracium vagicola
- Hieracium vaginifolium
- Hieracium vagneri
- Hieracium vaidae
- Hieracium wainioi
- Hieracium valdepilosum
- Hieracium waldsteinii
- Hieracium valentinum
- Hieracium valesiacum
- Hieracium valirense
- Hieracium valoddae
- Hieracium vapenicanum
- Hieracium varangerense
- Hieracium variicolor
- Hieracium variifolium
- Hieracium warmingii
- Hieracium varsugae
- Hieracium vasconicum
- Hieracium vayredanum
- Hieracium webbianum
- Hieracium weberbauerianum
- Hieracium vegaradanum
- Hieracium velebiticum
- Hieracium velenovskyanum
- Hieracium vellereum
- Hieracium venezuelanum
- Hieracium vennicontium
- Hieracium venostorum
- Hieracium venosum
- Hieracium venticaesum
- Hieracium verbascifolium
- Hieracium veresczaginii
- Hieracium vervoorstii
- Hieracium westii
- Hieracium vestipes
- Hieracium veterascens
- Hieracium vetteri
- Hieracium wettsteinianum
- Hieracium viburgense
- Hieracium wichurae
- Hieracium wiinstedtii
- Hieracium vikense
- Hieracium wilczekianum
- Hieracium wilczekii
- Hieracium willkommii
- Hieracium villosum
- Hieracium vindobonense
- Hieracium vinicaule
- Hieracium vinifolium
- Hieracium vinyasianum
- Hieracium violascentiforme
- Hieracium virelliceps
- Hieracium virentisquamum
- Hieracium virgicaule
- Hieracium viride
- Hieracium virosum
- Hieracium vischerae
- Hieracium viscidulum
- Hieracium viscosum
- Hieracium visontinum
- Hieracium vitellicolor
- Hieracium vivantii
- Hieracium vladeasae
- Hieracium vogarense
- Hieracium volaiense
- Hieracium wolczankense
- Hieracium wolffii
- Hieracium vollmannii
- Hieracium wologdense
- Hieracium vorlichense
- Hieracium worochtae
- Hieracium vulsum
- Hieracium vurtopicum
- Hieracium vvedenskyi
- Hieracium wysokae
- Hieracium xanthoprasinophyes
- Hieracium zelenaglavense
- Hieracium zelencense
- Hieracium zetlandicum
- Hieracium zinserlingianum
- Hieracium zinserlingii
- Hieracium zygophorum